# Heterochone incognita
Heterochone incognita is een sponssoort in de taxonomische indeling van de glassponzen (Hexactinellida). De spons leeft diep in zee. Het skelet van de spons bestaat uit spicula van kiezel.
De spons behoort tot het geslacht Heterochone en behoort tot de familie Aphrocallistidae. De wetenschappelijke naam van de soort werd voor het eerst geldig gepubliceerd in 1967 door Koltun.